# Symphonie no 48 de Joseph Haydn
« Marie-Thérèse »
La Symphonie no 48 en do majeur, Hob. I:48, est une symphonie du compositeur autrichien Joseph Haydn. Surnommée Marie-Thérèse (du nom de l'impératrice du Saint-Empire romain germanique), cette œuvre a été composée en 1768 ou 1769.

## Analyse de l'œuvre
La symphonie comporte quatre mouvements :
1. Allegro
2. Adagio
3. Menuetto : allegretto
4. Allegro

Durée approximative : 35 minutes.

## Instrumentation
- deux hautbois, un basson, deux cors, cordes.